# Hakea pachyphylla
Hakea pachyphylla (лат.) — кустарник, вид рода Хакея (Hakea) семейства Протейные (Proteaceae). Эндемик верхних Голубых гор в Новом Южном Уэльсе в Австралии. Ранее вид считался формой Голубых гор вида Hakea propinqua. Цветёт с августа по октябрь.

## Ботаническое описание

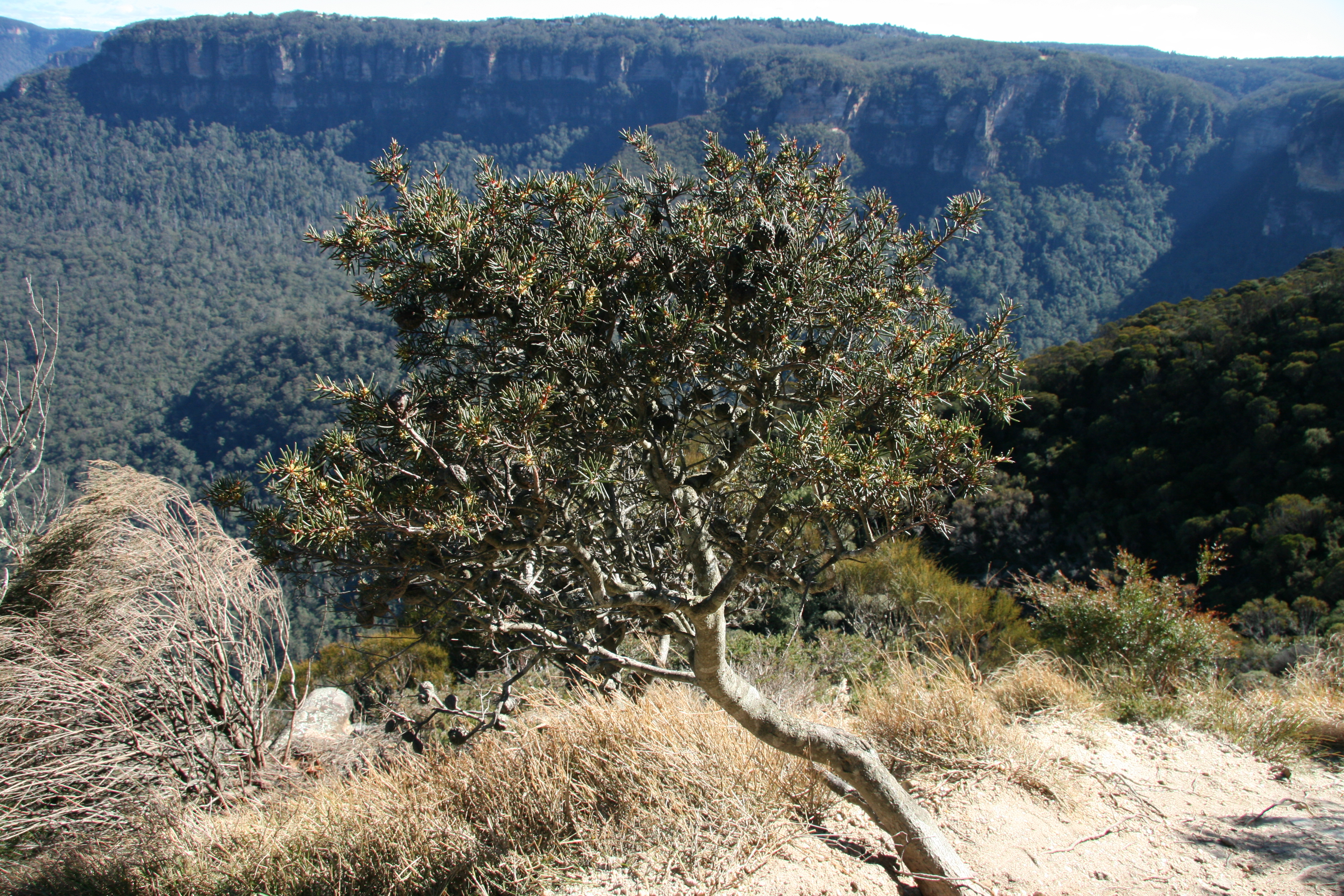
Общий вид H. pachyphylla.

Hakea pachyphylla — кустарник с одиночным стеблем, достигает высоты 0,3–2 м. Соцветие состоит из 1-7 жёлтых цветков, которые появляются в пазухах листьев весной. Белый цветочный стебель длиной 0,5–1,2 мм покрыт густыми короткими спутанными волосками. Мелкие ветки ребристые и густо покрыты мягкими средне-красными спутанными волосками, которые быстро становятся гладкими или иногда остаются до цветения. Жёсткие игольчатые листья длиной 1–5,5 см и широной до 1,1–1,8 мм с редкими плоскими волосками, но быстро становятся гладкими и заканчиваются маленькой вершиной. Цветки появляются с августа по октябрь. Плоды овальной формы с небольшими тупыми бородавчатыми выпуклостями длиной 2,9–3,5 см и шириной 2,3–2,6 см с коротким широким клювом с невыраженными рогами или без таковых.

## Таксономия
Вид Hakea pachyphylla впервые был формально описан в 1827 году Куртом Шпренгелем из неопубликованного описания Франца Зибера в Systema Vegetabilium. Видовой эпитет — от древнегреческих слов pachys (греч. παχύς), означающих «толстый», и phyllon (греч. φύλλον), означающих «лист», относящихся к толщине листьев.

## Распространение и местообитание
H. pachyphylla имеет ограниченный ареал, встречается только в районе горы Виктория, а также в окрестностях Леура и Ньюнес. Растёт на болотах, пустошах и эвкалиптовых зарослей, иногда на песчанике.